# Wierzbno (województwo mazowieckie)
Wierzbno – wieś w Polsce, położona w województwie mazowieckim, w powiecie węgrowskim, w gminie Wierzbno. Ma status sołectwa.
Prywatna wieś szlachecka położona była w drugiej połowie XVI wieku w ziemi liwskiej województwa mazowieckiego. W latach 1975–1998 miejscowość należała administracyjnie do województwa siedleckiego.
Miejscowość jest siedzibą gminy Wierzbno, a także rzymskokatolickiej parafii św. Apostołów Piotra i Pawła.